# Sarin
Sarin eller isopropylmetylfluorfosfonat är en lättflyktig nervgas. Sarin upptäcktes 1938 i Tyskland, och namngavs efter de tyska upptäckarna Schrader, Ambros, Rüdiger och van der Linde. Flyktigheten, att sarin lätt förångas, gör att den kan användas i strid på ett område som senare ska ockuperas av egna soldater, eftersom gasen snabbt dunstar bort efter insats. Sarin är den mest lättflyktiga av de vanligen förekommande nervgaserna.
Sarin är förhållandevis billigt och lätt att tillverka, och ingick i många länders C-vapenarsenaler, särskilt fattigare länder som inte hade råd med kärnvapen.

## Giftverkan
Akut sarinförgiftning yttrar sig i smärtor i ögonen, synbortfall, illamående och kräkningar, huvudvärk, trötthet, andnöd med mera. De värre symptomen efter den akuta fasen går över inom någon vecka för räddningsarbetare som kommit senare till platsen, medan det tar upp till ett år att bli helt återställd. För offren från en sarinattack kan symptomen sitta i i tre år. Det finns ett samband mellan långvariga symptom och lägre erytrocyt-kolinesterasaktivitet.  Sarinförgiftning är mycket dödlig. Dess skadliga verkan beror på att den förändrar den enzymatiska aktiviteten på   kolinesteras varigenom det bildas stora mängder acetylkolin.
Sarinångor är tyngre än luft och söker sig därför till lågt belägna punkter i terrängen, eller in i källare i hus. Saringasen har en svagt söt doft i ren form, men är nästan luktfri utspädd i luft. När sarin användes i saringasattacken i Tokyo av Aum-sekten fanns det dock kvar orenheter i gasen som gjorde att den luktade starkt av lösningsmedel.

## Användningshistorik
Sarin användes av Irak i kriget mot Iran 1980–1988. Irak använde eventuellt sarin i mars 1988 mot den kurdiska staden Halabja när omkring 5 000 personer dödades på order av Ali Hassan al-Majid.
Sarin användes även 1995 då sekten Aum Shinrikyo använde den i Tokyos tunnelbana då tretton personer dödades.
Förenta nationerna (FN) har undersökt rapporter om att flera sidor i syriska inbördeskriget har använt sarin, men har inte bekräftat användandet. En undersökningsgrupp från FN ledd av Carla del Ponti uttryckte enligt Reuters våren 2013 starka misstankar att rebellsidan hade använt sarin. John Kerry bekräftade enligt amerikanska uppgifter att sarin använts i attacker utanför Damaskus. Enligt uppgift användes saringas vid attacken i Syrien augusti 2013. Sarin påstås också ha använts i april 2017 vid en attack mot Syriens egna befolkning. Syrien och Ryssland hävdar att detta var en attack mot en depå som innehöll kemikaliska vapen tillhörande terrorgruppen Nusrafronten.